# Marcel Bertrand (compositeur)
Pour les articles homonymes, voir Marcel Bertrand et Bertrand.
Marcel Louis Étienne Bertrand est un compositeur de musique et critique musical français né à Paris le 10 juillet 1883 et décédé à Nyon le 6 août 1945.

## Biographie
Marcel Bertrand est le fils d'Ernest Noël Bertrand (1850-1905), directeur du Théâtre du Vaudeville, et Marthe Marie Alice Obin, le petit-fils d'Eugène Bertrand (1834-1899), directeur de l'Opéra de Paris.
Il a étudié la musique au Conservatoire national de musique et de déclamation de Paris à partir de 1897. Il a remporté plusieurs prix, dont le 3e prix de solfège en 1897, le 1er prix de fugue en 1907 qu'il avait étudié avec sous la direction de Charles Lenepveu.

## Œuvres notables
- La Chanson de l'ondine sur un poème de Henri Malteste, publié en 1905.
- Sérénade, texte de Malteste, 1905.
- Le Cavalier', pour ténor and piano, d'après Heinrich Heine, 1905.
- Ghislaine, livret de Gaston Guiches et Marcel Frager, un opéra présenté à l'Opéra Comique de Paris le 26 février 1908.
- Les heures de l'amour, livret de Madame Roussel-Despierres, pièce lyrique en trois tableaux présentée pour la première fois à Monte Carlo le 14 mars 1911[3].
- La terre qui meurt, livret de R. Bazin, drame lyrique en quatre actes et cinq tableaux, donné au Théâtre des Arts à Rouen, le 15 janvier 1913.
- Dernier sommeil, pour chant et piano, publié en 1922.
- La Veillée, livret d'Hugues Lapaire (1869–1967), publié en 1922.
- Sainte Odile, livret de Georges Lignereux (1878–1937), drame lyrique en trois actes, publié en 1920, donné au Théâtre des Arts à Rouen, le 19 décembre 1924.
- Edgard et sa bonne, opérette en un acte, d'après Eugène Labiche, livret de José de Bérys, représentée, pour la première fois, au Casino de Cannes, le 23 mars 1929[4].
- Plus que reine, livret de Henri Cain, drame lyrique en quatre actes et six tableaux, donné au Théâtre des Arts à Rouen, le 29 novembre 1929.
- Amphitrion 38, livret de Jean Giraudoux et d'Alexandre Guinle, prix de la Ville de Paris en 1935.
- Ileana, un ballet en un acte, d'après un conte roumain de Chesade, présenté à l'Opéra de Paris le 20 mai 1936.